# 病原体関連分子パターン
病原体関連分子パターン（英: Pathogen-associated molecular patterns、PAMP）は、ある種の微生物内で保存されている小さな分子モチーフである。PAMPは、植物や動物の両方で、Toll様受容体（TLR）やその他のパターン認識受容体（PRR）によって認識されている。糖鎖や複合糖鎖など、さまざまな種類の分子がPAMPとして機能する。
PAMPは、保存されているいくつかの非自己分子を識別することで、自然免疫応答を活性化し、感染から宿主を保護する。グラム陰性菌の細胞膜上に存在するエンドトキシンである細菌性リポ多糖類（LPS）は、PAMPの原型と考えられている。LPSは、自然免疫系の認識受容体であるTLR4によって特異的に認識される。他のPAMPとしては、細菌性フラジェリン（TLR5によって認識される）、グラム陽性菌由来のリポテイコ酸（TLR2によって認識される）、ペプチドグリカン（TLR2によって認識される）、および通常ウイルスに関連する核酸変異体、例えば、TLR3によって認識される二本鎖RNA（dsRNA）、またはTLR9によって認識されるメチル化されていないCpGモチーフが挙げられる｡「PAMP」という用語は比較的新しいが、微生物由来の分子は多細胞生物の受容体によって検出されなければならないという概念は、何十年も前から支持されており、「エンドトキシン受容体」への言及は多くの古い文献に見られる。PRRによるPAMPの認識は、インターフェロン（IFN）または他のサイトカインの刺激のような宿主免疫細胞におけるいくつかのシグナル伝達カスケードの活性化を引き起こす。  

## PAMP
病原体に限らず、ほとんどの微生物は検出された分子を発現していることから「PAMP」という用語は批判されてきており、微生物関連分子パターン（英: microbe-associated molecular pattern、MAMP）という用語が提案されている。病原性受容体に結合する病原性シグナルは、MAMPと組み合わせて、病原体特異的なPAMPを構成する一つの方法として提案されてきた。植物免疫学では、用語「PAMP」と「MAMP」を同じ意味で使うことがよくある。これらの認識は、植物免疫の最初のステップであるPTI （PAMP誘導免疫）であり、宿主植物がそれを損傷するかまたはその免疫応答を阻止する病原性エフェクターを認識しないときに起こる比較的弱い免疫応答であると考えられている。

### マイコバクテリア
マイコバクテリアは、宿主のマクロファージの中で生存する細胞内細菌である。マイコバクテリアの細胞壁は脂質と多糖類で構成されており、ミコール酸も多量に含まれている。マイコバクテリアの精製細胞壁成分は、主にTLR2とTLR4を活性化する。リポマンナンとリポアラビノマンナンは強力な免疫調節作用を持つリポグリカンである。TLR2はTLR1と結合して結核菌の細胞壁リポタンパク質抗原を認識し、マクロファージによるサイトカイン産生を誘導する。TLR9は、マイコバクテリアDNAによって活性化される。